# Rafelbunyol
Rafelbunyol, en valencien et officiellement (Rafelbuñol en castillan), est une commune d'Espagne de la province de Valence dans la Communauté valencienne. Elle est située dans la comarque de l'Horta Nord et dans la zone à prédominance linguistique valencienne.

## Géographie

Localisation de Rafelbunyol
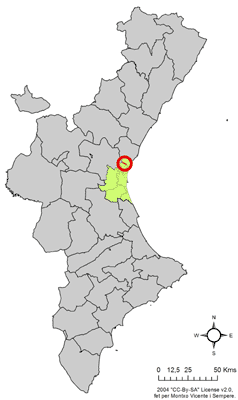
dans la Communauté valencienne.
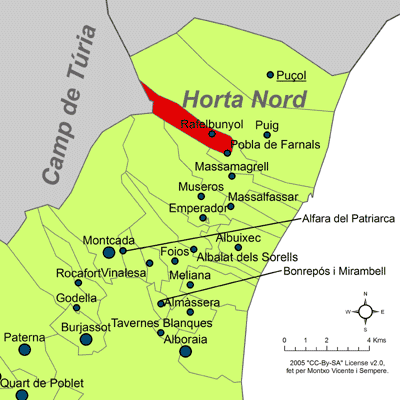
dans la comarque de l'Horta Nord.

### Infrastructures et voies d'accès
La commune de Rafelbunyol est desservie par la ligne 3 du métro de Valence.

## Personnalités liées à la commune
- Pep Laguarda (1946-2018), rockeur espagnol[3].